# بازی مهارتی

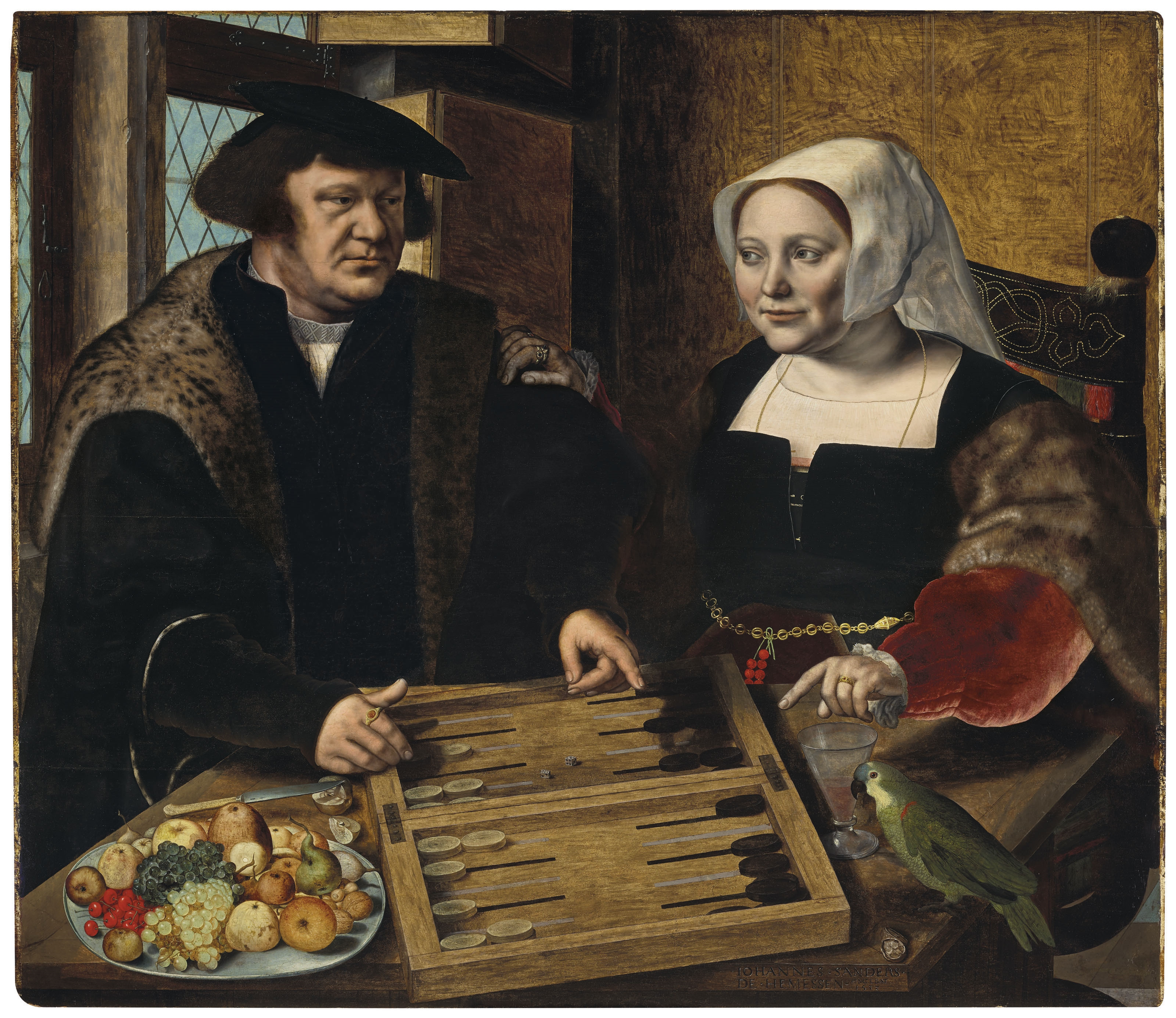
تخته نرد یک بازی مهارتی است. استراتژی می تواند به بازیکنان امتیاز بدهد، اما یک عنصر شانس نیز وجود دارد.

بازی مهارتی (به انگلیسی: Game of skill) نوعی بازی‌ است که نتیجه آن عمدتاً توسط مهارت ذهنی یا جسمی تعیین می‌شود تا شانس. از طرف دیگر، بازی شانسی نوع دیگری از بازی است که نتیجه آن به شدت تحت‌تاثیر ابزارهای تصادفی‌سازی مانند تاس، فرفره‌های چرخان، ورق‌های بازی، چرخ‌های رولت یا توپ‌های شماره‌دار گرفته‌شده از ظرف قرار می‌گیرد.